# Kersti Kaljulaid

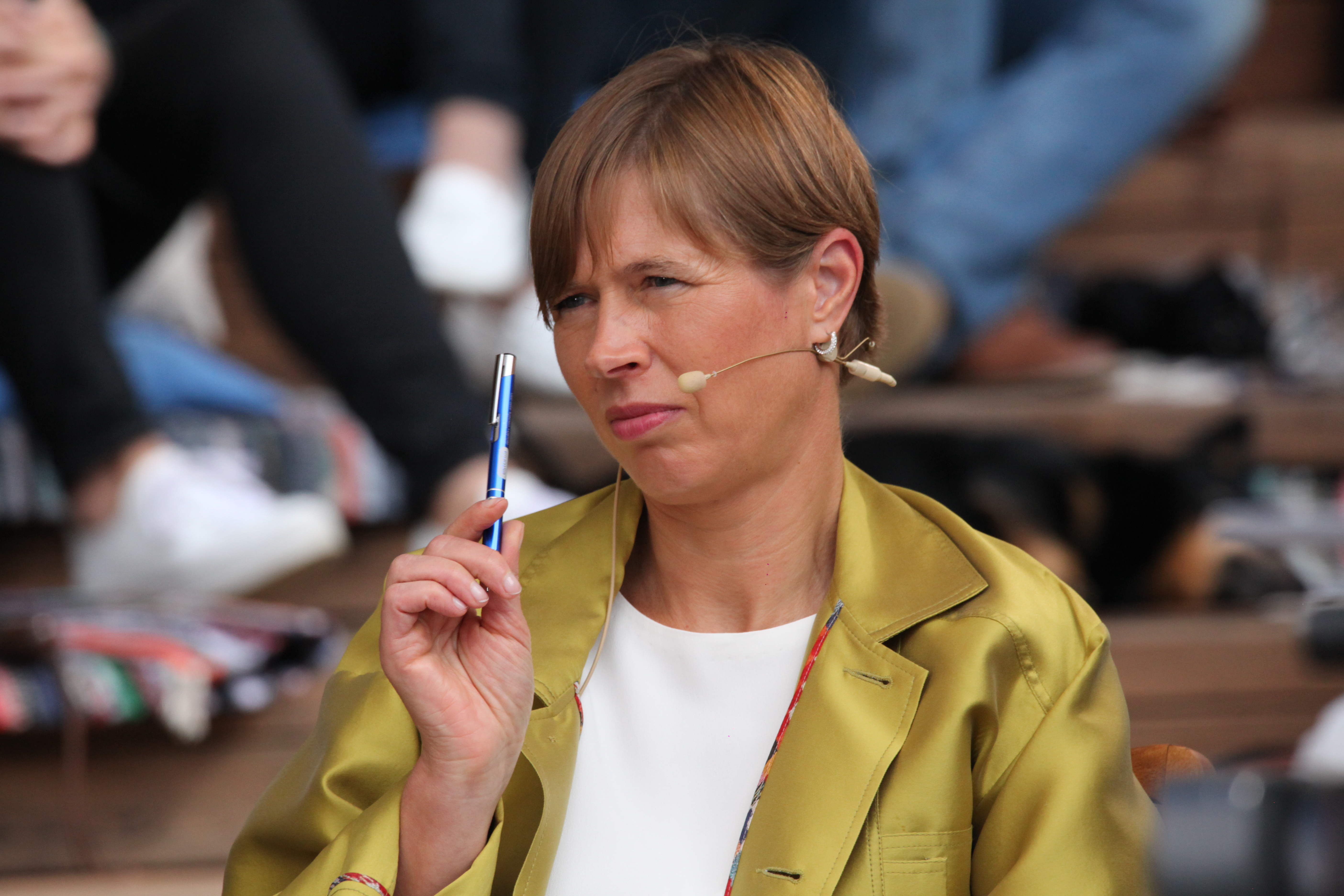
Kersti Kaljulaid (2021)

Kersti Kaljulaid (Tartu, RSS de Estonia —entonces parte de la Unión Soviética—, 30 de diciembre de 1969) es una política estonia, presidente de Estonia desde 2016 hasta 2021. Anteriormente fue representante del país báltico en el Tribunal de Cuentas Europeo (2004-2016).

## Biografía
Tras completar la educación secundaria en Tallin, regresó a su ciudad natal para estudiar biología en la Universidad de Tartu, con una licenciatura cum laude por la promoción de 1992. Siete años más tarde completó su formación con una maestría en Administración de Negocios en el mismo centro.
Entre 1996 y 1997 estuvo trabajando de comercial de ventas en la empresa de telecomunicaciones Eesti Telefon, y después fue contratada por el banco Eesti Hoiupank como gestora de negocios. Cuando la entidad fue absorbida por Hansabank en 1998, fue ascendida al departamento de banca de inversión y permaneció allí hasta 1999.
Es hablante nativa de estonio y puede mantener conversaciones en inglés, alemán, ruso y finés.

## Trayectoria política
En 1999 el primer ministro Mart Laar contrató a Kaljulaid para que formase parte del equipo estatal de asesores económicos. Aunque al principio era una funcionaria sin vinculación política, desde 2001 estuvo afiliada a la conservadora Unión Pro Patria (Isamaaliit). Con la llegada al gobierno de Siim Kallas en 2002, se le encomendó la dirección de la central eléctrica de Iru.
Cuando Estonia ingresó en la Unión Europea en mayo de 2004, fue nombrada representante del país en el Tribunal de Cuentas Europeo en Luxemburgo, del que formó parte hasta 2016. Desde esa institución supervisó asuntos como la concesión de fondos estructurales, el control del dinero destinado a la Política Agrícola Común, y la auditoría del Europol. Desde 2006 hasta 2008 fue presidenta del Comité Administrativo del organismo.
En 2011 fue nombrada miembro del Consejo Rector de la Universidad de Tartu.

## Presidencia de Estonia
Kersti Kaljulaid fue investida presidenta de Estonia el 10 de octubre de 2016.
Su elección fue fruto de una candidatura de consenso. Después de que el Riigikogu y el Comité Electoral fuesen incapaces de elegir al sustituto de Toomas Hendrik Ilves, los diputados más veteranos de la cámara sugirieron la candidatura de la funcionaria europea. De vuelta al parlamento, Kaljulaid superó la mayoría de dos tercios necesaria gracias a 81 votos (de 101 posibles) y se convirtió así en la primera mujer que ostenta la jefatura del Estado en Estonia, así como en la más joven en acceder al cargo con 46 años.

## Distinciones honoríficas

### Distinciones honoríficas estonias
- Collar de la Orden del Escudo de Armas Nacional (10/10/2016).

### Distinciones honoríficas extranjeras
- Dama Gran Cruz con Collar de la Orden de la Rosa Blanca (República de Finlandia, 07/03/2017).[4]
- Dama Gran Cruz de la Orden del León Neerlandés (Reino de los Países Bajos, 12/06/2018).